# Kim So-wŏl
Kim So-wŏl (* 7. September 1902/6. August im Mondkalender in Kusŏng, P’yŏngan-pukto; † 24. Dezember 1934 in Kwaksan, P’yŏngan-pukto) war ein koreanischer Lyriker.

## Leben
Kim So-wŏl wurde am 7. September 1902 in Kusŏng, P’yŏngan-pukto geboren. Er schloss seine Schulausbildung an der Paejae Oberschule in Seoul ab und immatrikulierte sich 1923 an der Tokyo University of Commerce, exmatrikulierte sich jedoch bereits im September des gleichen Jahres nach dem großen Kantō-Erdbeben wieder. Seine Karriere als Dichter begann offiziell 1920, als er fünf Gedichte veröffentlichte.  Er wurde stark beeinflusst von Kim Ŏk und hinterließ ein Lebenswerk bestehend aus ca. 270 Gedichten, von denen 17 übersetzt wurden. Er starb am 24. Dezember 1934 in Kwaksan, der Heimat seiner Vorfahren.
Kim trug in hohem Maße zur frühen koreanischen Lyrik bei. In den Zwanziger Jahren erlebten koreanische Literaturzirkel, die auf den individuellen Publikationen ihrer Mitglieder aufbauten, die Einführung europäischer Literatur und die Geburt der 'Modernen Lyrik' in Dreier-Vers-Tradition. Während dieser fruchtbaren Periode produzierte Kim Gedichte, die von Volksliedern inspiriert waren und in traditionellen Rhythmen sowie dem koreanischen Volksempfinden wurzelten. Sein Stil ähnelte dem seiner Vorgänger Kim Ŏk und Chu Yo-han, obwohl der Dichter während seiner langen und schaffensreichen Karriere auch Wege zu neuen Dimension in Poetik und Technik ebnete.

## Arbeiten

### Koreanisch

#### Gedichte
- 낭인의 봄 Der Frühling des Arbeitslosen (1920)
- 엄마야 누나야 Mama! Schwester! (1922)
- 가는 길 Auf dem Weg (1923)
- 산유화(山有花) Sanyuhwa (1924)
- 진달래꽃 Azalie (1925)
- 초혼(招魂) Kriegsgefallene (1925)
- 개여울 Stromschnellen (1922)

### Übersetzungen

#### Englisch
- The Columbia Anthology of Modern Korean Poetry (한국현대시선집), Columbia University Press (2004) ISBN 978-0231111294

#### Französisch
- Fleurs d'azalée (진달래꽃), Autres Temps, ISBN 978-2911873676
- Poésie coréenne contemporaine (한국현대시), Comité d' Europe (1991) ISBN 978-2908805154

## Auszeichnungen
- 1981: 금관문화훈장 (Orden für kulturelle Verdienste in Gold)
- 1999: 한국예술평론가협의회 선정 20세기를 빛낸 한국의 예술인 (Auszeichnung als erfolgreicher Künstler des 20. Jahrhunderts durch die Vereinigung koreanischer Kunstkritiker)